# منجبي رشيق
منجبي رشيق (الاسم العلمي: Cercocebus agilis) (بالإنجليزية: Agile mangabey)‏ هو نوع من الحيوانات يتبع جنس السعدان المنجبي أبيض الحواجب من فصيلة سعادين العالم القديم.